# Вершина (Бахмутський район)
Верши́на — село Бахмутської міської громади Бахмутського району Донецької області, Україна. Розташоване за 7 км на південь від села Зайцеве, біля витоків притоки річки Бахмутка.

## Історія
Село засноване у першій половині XIX ст. мешканцями із м. Бахмут, які поселилися як вільні люди та утворили поселення «Вершина Зайцівська», ці люди не були кріпосними. До Жовтневої революції 1917 року вони користувалися громадською землею, приватних земель не було.
У 1926 році тут була організована суспільна обробка землі, а у 1930 — колгосп «Червона Вершина», до якого увійшли всі жителі села. Активну участь в організації колгоспу брали: Василій Мефодійович, Іван Мефодійович і Федір Іванович Колено та Федір Васильович Євтушенко.

## Населення

### Мова
Розподіл населення за рідною мовою за даними перепису 2001 року:
| Мова       | Кількість | Відсоток |
| ---------- | --------- | -------- |
| українська | 18        | 75%      |
| російська  | 6         | 25%      |
| Усього     | 24        | 100%     |